# Bataille de Malam Fatori (2016)
Pour les articles homonymes, voir Bataille de Malam Fatori.
Insurrection de Boko Haram
Batailles
La troisième bataille de Malam Fatori se déroule lors de l'insurrection de Boko Haram.

## Prélude
Peuplée de 30 000 habitants, la ville de Malam Fatori, située sur la frontière avec le Niger, avait été prise une première fois par Boko Haram le 8 novembre 2014. Elle fut ensuite reprise par l'armée tchadienne le 31 mars 2015 lors d'une violente bataille. Mais l'été suivant, la ville est évacuée par les Tchadiens qui ne sont pas relevés par les Nigérians. Malam Fatori retombe aux mains des djihadistes le 14 juillet 2015, sans que ces derniers ne rencontrent de résistance.

## Déroulement
En septembre, les troupes alliées de la Force d'intervention conjointe multinationale (MNJTF) lancent l'offensive contre les djihadistes de l'État islamique en Afrique de l'Ouest à Malam Fatori. Ces dernières mènent alors une opération baptisée « Gama Aiki ». L'offensive est menée par l'armée tchadienne et l'armée nigérienne.
Le 21 septembre, Sani Usman, le porte-parole de l'armée nigériane, annonce la victoire de la MNJTF et la reprise du contrôle de la ville de Malam Fatori le 20 septembre, « après des combats féroces ». Les djihadistes se sont ensuite repliés près de la frontière avec le Niger.
Mais les djihadistes se réorganisent et contre-attaquent le 21 septembre. Les combats se poursuivent, jusqu'à ce que finalement Malam Fatori soit entièrement « libérée » le matin du 29 septembre, selon les déclarations le 30 du porte-parole du ministère nigérien de la Défense, le colonel Moustapha Ledru,.

## Les pertes
Le 19 septembre, l'État islamique revendique, via l'agence Amaq, la mort de 40 soldats adverses dans l'attaque d'un convoi près de Malam Fatori,.
Le bilan des combats à Malam Fatori n'est pas communiqué avec précision. Le 30 septembre, le colonel Moustapha Ledru déclare que 123 djihadistes ont été tués et deux autres faits prisonniers dans l'ensemble des opérations menées depuis début juillet dans la région de Diffa et Malam Fatori. « Côté ami », le bilan est de 14 morts et 29 blessés. Sur ce total figurent également les pertes de la bataille de Toumour, livrée du 12 au 14 septembre près de Diffa au Niger, où, selon l'armée nigérienne, cinq militaires avaient été tués, contre 68 morts et deux prisonniers chez les djihadistes,.